# Kabinett Kivimäki
Das Kabinett Sunila II war das 20. Kabinett in der Geschichte Finnlands. Es amtierte vom 14. Dezember 1932 bis zum 7. Oktober 1936. Das Kabinett bestand aus den Parteien Landbunds (ML), Schwedische Volkspartei (RKP) und Nationale Fortschrittspartei (ED).

## Minister
| Ressort                                                         | Name               | Partei     | Amtszeitbeginn     | Amtszeitende       |
| --------------------------------------------------------------- | ------------------ | ---------- | ------------------ | ------------------ |
| Ministerpräsident                                               | Toivo Kivimäki     | ED         | 14. Dezember 1932  | 7. Oktober 1936    |
| Äußeres                                                         | Antti Hackzell     | unabhängig | 14. Dezember 1932  | 7. Oktober 1936    |
| stellvertretender Außenminister                                 | Rolf Witting       | RKP        | 30. Dezember 1932  | 28. Februar 1936   |
| Justiz                                                          | Hugo Malmberg      | RKP        | 14. Dezember 1932  | 27. Februar 1933   |
| Justiz                                                          | Eric J. Serlachius | RKP        | 27. Februar 1933   | 28. Februar 1936   |
| Justiz                                                          | Emil Jatkola       | ED         | 6. März 1936       | 7. Oktober 1936    |
| Inneres                                                         | Yrjö Puhakka       | unabhängig | 14. Dezember 1932  | 7. Oktober 1936    |
| Verteidigung                                                    | Arvi Oksala        | unabhängig | 14. Dezember 1932  | 7. Oktober 1936    |
| Finanzen                                                        | Hugo Relander      | unabhängig | 14. Dezember 1932  | 7. Oktober 1936    |
| stellvertretender Finanzminister                                | Ragnar Furuhjelm   | RKP        | 14. Dezember 1932  | 21. April 1933     |
| stellvertretender Finanzminister                                | Rolf Witting       | RKP        | 21. April 1933     | 28. Februar 1936   |
| stellvertretender Finanzminister                                | Tyko Reinikka      | ML         | 6. März 1936       | 7. Oktober 1936    |
| Bildung                                                         | Oskari Mantere     | ED         | 14. Dezember 1932  | 7. Oktober 1936    |
| Landwirtschaft                                                  | Kalle Jutila       | ML         | 14. Dezember 1932  | 25. September 1936 |
| Landwirtschaft                                                  | Eemil Linna        | ED         | 25. September 1936 | 7. Oktober 1936    |
| stellvertretender Landwirtschaftsminister                       | Eemil Linna        | ED         | 14. Dezember 1932  | 7. Oktober 1936    |
| Verkehr und öffentliche Arbeiten                                | Eemil Linna        | ED         | 14. Dezember 1932  | 25. September 1936 |
| Verkehr und öffentliche Arbeiten                                | Erik Koskenmaa     | unabhängig | 25. September 1936 | 7. Oktober 1936    |
| stellvertretender Minister für Verkehr und öffentliche Arbeiten | Erik Koskenmaa     | unabhängig | 25. September 1936 | 7. Oktober 1936    |
| Handel und Industrie                                            | Ilmari Killinen    | ED         | 30. Dezember 1932  | 6. März 1936       |
| Handel und Industrie                                            | Atte Arola         | ML         | 6. März 1936       | 7. Oktober 1936    |
| Soziales                                                        | Eemil Hynninen     | ML         | 14. Dezember 1932  | 31. Dezember 1935  |
| Soziales                                                        | Bruno Sarlin       | ED         | 31. Dezember 1935  | 7. Oktober 1936    |